# Gostyniec (Cetyń)
Gostyniec – osada w Polsce położona na Wysoczyźnie Polanowskiej w województwie pomorskim, w powiecie bytowskim, w gminie Trzebielino. 
Miejscowość wchodzi w skład sołectwa Cetyń.
W latach 1975–1998 miejscowość administracyjnie należała do województwa słupskiego.